# 恰克图
恰克图（羅馬化：Kyákhta，羅馬化：Khyaagta，穆麟德轉寫：kiyaktu）是俄罗斯布里亚特共和国的一個邊境城市，為恰克圖區的行政中心。2002年的人口普查这里人口有18391人。恰克图位于现在的俄蒙界河恰克图河的北岸，和南岸的蒙古国的阿勒坦布拉格（清代称买卖城）隔河相望。原正式名稱為特洛伊茨科薩夫斯克（Троицкосавск），1934年改為今名。自1727年起，这里成為中俄恰克圖商路上的重要城市。今天，这里是布里亚特共和国首都烏蘭烏德到蒙古国首都乌兰巴托的高速公路上的一个重要城市。

## 地名語源
恰克圖這一地名來源於布里亞特語「хяагта」，意思是「覆蓋著偃麥草之地」。該詞來源於蒙古語「хиаг」，意思是「偃麥草」。

## 地理
恰克圖所在地區對中俄貿易具有優勢。西伯利亞水路將西伯利亞的毛皮產地與貝加爾湖連接起來。從那裡，色楞格河流域是穿越貝加爾湖東南部山脈進入蒙古平原的自然路線。

## 歷史

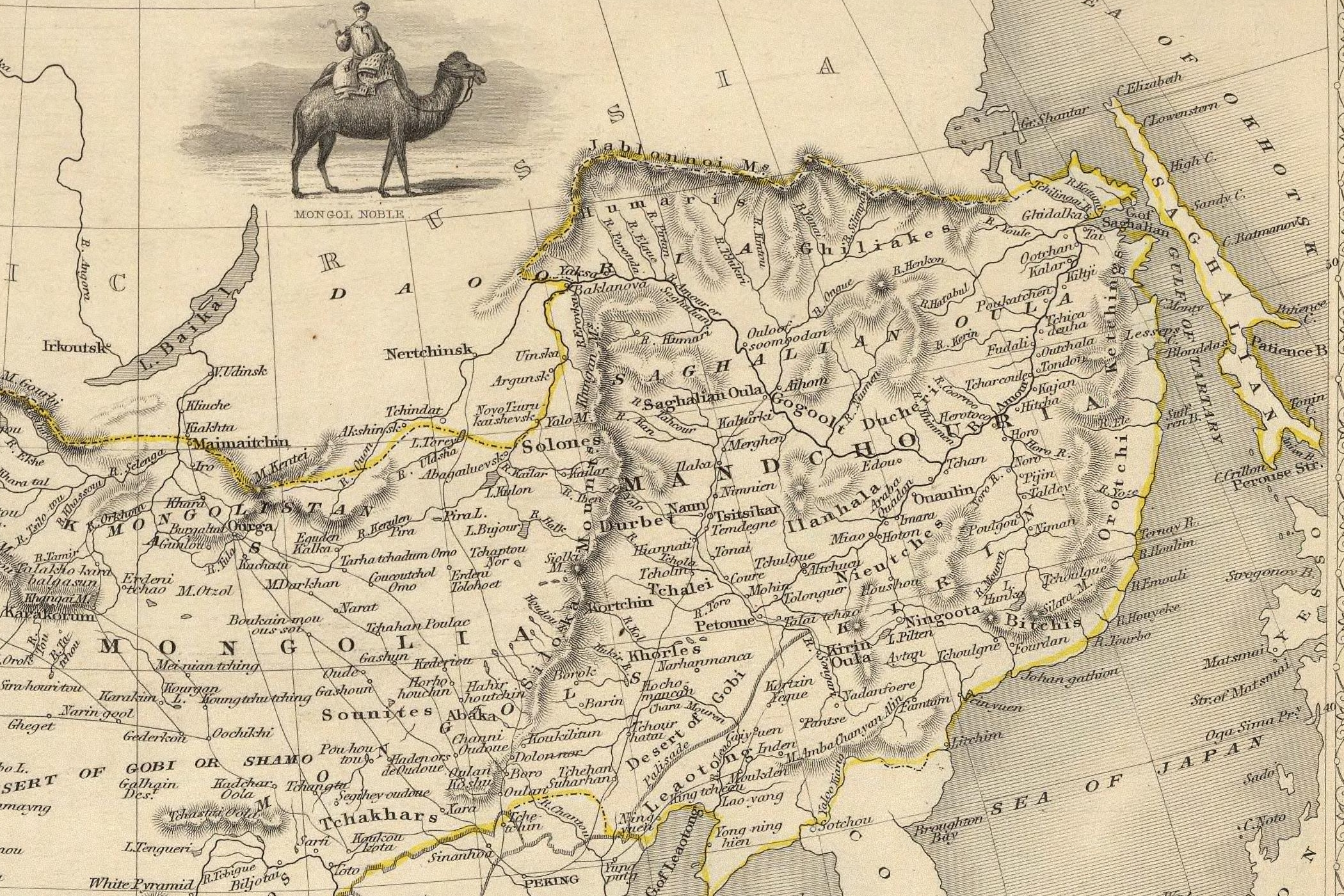
根據1851年的外蒙古與大東北的地圖顯示，恰克圖（Kyakhta）位於俄蒙邊界界河的北岸，與界河南岸的買賣城（Maimaicheng）合稱雙城。這是俄國伊爾庫次克通往清朝首都北京的最短路程。

1727年（清朝雍正五年）9月1日，沙俄和清政府在此签订《恰克圖界約》，共十一條。根据条约规定，两国以恰克图河为界，北岸划归俄国，南岸归清朝。萨瓦·弗拉季斯拉维奇於北岸建立特洛伊茨科薩夫斯克要塞（Троицкосавск）。
圍繞著要塞發展的城市一直被稱為特洛伊茨科薩夫斯克。1734年，它與附近的定居點恰克圖合併，重新命名為特洛伊茨科薩夫斯克-恰克圖（Троицкосавск-Кяхта），之後又在1934年更名為恰克圖（Кяхта）。就在特洛伊茨科薩夫斯克城堡建立的同年，清朝亦于恰克图河南岸建新市镇买卖城（今蒙古国阿勒坦布拉格），作为中俄贸易地。买卖城與對岸的恰克圖是雙子城。买卖城被蒙古人称作“南恰克图”，與之相對的，把俄國的恰克圖稱為“北恰克图”。一些在买卖城发生的事件被纪录成在俄国境内恰克图发生。
1729年起，清朝由理藩院派遣司员一人驻扎其南部的买卖城（南恰克图），监理当地中俄互市。
1758年春正月，俄國人歸還叛逃的阿睦爾撒納屍體給清朝。不久，清屬厄魯特台吉舍楞戕都統唐喀祿，叛逃入俄，因俄國拒不遣返，絕其恰克圖貿易。
1765年秋八月，俄國綽爾濟喇嘛丹巴達爾紮等人要求歸順清朝，遣人來探。烏里雅蘇臺將軍瑚圖靈阿將此事上報，乾隆帝命納之。
1768年秋八月，復俄恰克圖互市，理藩院設庫倫辦事大臣掌之。
1779年，再停互市。1780年恢復。
1789年，又以納叛人閉市，嚴禁大黃、茶葉出口，俄人再次呈請開市。1792年（清乾隆五十七年），清廷與俄國签訂《恰克圖市約》五條。恰克图、阿勒坦布拉格的贸易日益繁盛。

19世纪俄国画家绘画中的恰克图汉商。

嘉庆、道光以来，中国从恰克图输往俄国的商品是以茶叶为大宗，其业务皆为晋商所垄断。恰克圖貿易大部份茶葉來自羊樓洞（今日湖北赤壁市附近的一個主要茶葉生產和貿易中心）。當時，俄國出售毛皮、紡織品、成衣、生革、皮革、工具和牛，而中國則出售絲綢、棉布、茶葉、水果、瓷器、大米、蠟燭、大黃、生薑和麝香。與其繁榮截然相反的是，恰克圖擁擠、骯髒、規劃不善。
1782年，英國冒險家塞繆爾·邊沁造訪了恰克圖和買賣城，受到了清朝官員的接待。
1805年，恰克圖被沙俄給與城鎮地位。
俄國探險家尼古拉·普尔热瓦尔斯基、格里戈里·波塔寧、彼得·科茲洛夫和弗拉基米爾·奧布魯切夫都是從恰克圖出發，開始了對蒙古內陸和新疆的探險。
1802年（清嘉慶七年）秋七月，喀爾喀蒙古土謝圖汗部中右旗親王、多羅額駙蕴端多尔济請巡查兩國在恰克圖的邊界，清帝下旨要求每十年與庫倫辦事大臣輪流前往巡查。
1860年，中俄贸易全面开放。西伯利亞鐵路和東清鐵路都沒有經過恰克圖，此後恰克圖逐漸衰落。20世紀中葉，西伯利亞鐵路開始建設一條支線鐵路，該鐵路從烏蘭烏德至蒙古國烏蘭巴托，最終通往中國。這與古老的恰克圖商路平行。然而，這條鐵路穿越俄羅斯和蒙古邊境的地點並不是恰克圖本身，而是附近的納烏什基。